# 國立東華大學管理學院
國立東華大學管理學院，簡稱東華管理學院、東大管院，一所座落於臺灣花東縱谷的研究型管理學院，為國立東華大學創校學院暨八大學院之一，與澳洲雪梨科技大學、日本東北大學、法國雷恩高等商學院合作開辦碩士雙聯學位計畫。
東華管理學院由一群美國華裔教授返國創辦，由美國加州州立大學北嶺分校管理科學主任李少如擔任創院院長，創立以來享有高度國際性，為教育部遴選國家級雙語重點學院之一，超過50%學院教授開授全英語課程，擁有數個面向全球的國際學士班、國際碩士班，專精於策略管理、市場行銷、人力資源管理、組織行為、國際企業、資訊管理、運籌管理、財務管理、金融學、會計學、觀光休閒管理等，頒授學士、碩士、博士學位。
2022年《上海交通大學學術排名》，東華管理學院在旅遊休閒管理全球排名101–150名，與美國伊利諾大學香檳分校、印第安納大學布魯明頓分校並列。

## 歷史

### 前身

#### 企業管理研究所
國立東華大學企業管理研究所（MBA），創立於1994年，為創校研究所群之一，由美國加州大學北嶺分校管理科學系主任李少如、美國喬治亞理工學院經濟學教授鄭治明、美國伊利諾大學芝加哥分校講座教授劉本傑、美國摩根州立大學金融與會計學教授洪坤、美國北達科塔州立大學會計學教授張永恆等美國華裔學者返國共同創辦，為東臺灣第一個MBA學位課程。

#### 自然資源管理研究所
國立東華大學自然資源管理研究所（NRM），創立於1994年，為創校研究所群之一，為全臺灣第一座自然資源管理學術單位，由太魯閣國家公園首任處長徐國士擔任創所所長，以自然資源管理、自然保育為研究主軸。

### 創始
1995年，國立東華大學管理學院正式成立，由美國加州大學北嶺分校管理科學系主任李少如擔任創院院長，旗下有企業管理研究所、自然資源管理研究所。隨著企業管理學術領域快速發展，在1996年成立全臺灣第四座國際企業研究所，由美國伊利諾大學芝加哥分校講座教授劉本傑擔任創所所長，同時成立觀光暨遊憩管理研究中心，在自然資源管理學術基礎上，發展觀光遊憩利用領域。 1998年，東臺灣首座會計學系成立，由美國北達科塔州立大學會計學教授張永恆擔任創系主任，是最悠久國立會計學府之一，成立時間早於中央會計、中興會計、彰師會計。
隨著自然資源管理學術領域快速發展，在1999年自然資源管理研究所獨立出環境政策研究所、觀光暨遊憩管理研究所，為臺灣第一座環境政策學術單位，發展環境政策與管理、環境永續發展、觀光遊憩管理、環境資源管理、旅遊地理學等領域，同年開辦東臺灣第一個企業管理碩士在職進修專班（EMBA）。，並與德國羅斯托克大學在城鄉規畫、生態環境保護建立學術合作關係。
2001年，東華管理學院成立企業管理研究所博士班，頒授東臺灣首位企業管理博士學位（PhD in Business Administration），同時成立東臺灣第一座資訊管理學系，由國立陽明交通大學資訊科學教授楊維邦與管理科學教授陳英亮共同創辦，並與美國亞利桑那大學在人工智慧與電子商務等學術領域進行合作。隔年，成立東臺灣首座財務金融學系，由美國摩根州立大學金融與會計學教授洪坤擔任創系主任，先後有中華民國中央銀行溫英幹理事、林金龍理事，以及中華經濟研究院吳中書院長等財務金融學者任教。
2003年，東華管理學院創辦全臺灣第一座全球運籌管理研究所，同時投資2500萬元成立企業資源規劃與知識管理教學研究中心，成為國立中央大學管理學院之後，全臺灣唯二具有企業資源規劃中心的管理學院，培育企業資源規劃系統與知識管理系統之管理實務人才。隔年，開辦管理學院高階經營管理碩士在職專班（EMBA），提供理論與實務結合之管理訓練，校友包含臺灣港務公司總經理、夏都酒店集團總經理、門諾醫院院長等 。2007年，開辦公司理財碩士課程，旗下有財務金融組、會計組，同年，與東華理工學院共同開辦數位知識管理碩士課程。

### 現今

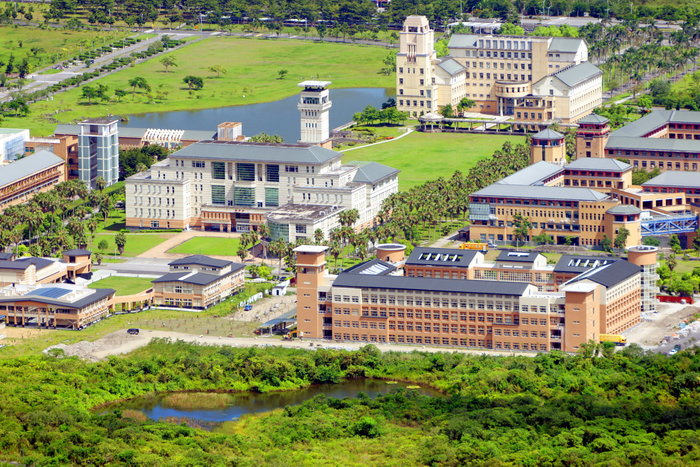
東華校區景致概貌，右下為東華管理學院與華湖次生林。

2009年，隨著東華與花教大正式合校，東華管理學院自然資源管理研究所、環境政策研究所，與花教大環境領域研究所整合，新成立東華環境學院。同時，東華人社院運動與休閒學系、東華管院觀光遊憩管理研究所整合，新成立觀光暨休閒遊憩學系，並開辦會計與財務碩士課程。
2010年，東華管理學院與美國普渡大學交通運輸研究中心、美國運輸部進行學術合作，在城市物流、跨國運籌系統進行學術合作。隔年，整合全院英語師資成立管理科學與財金國際學士班、企業管理國際碩士班，為東臺灣管理學院首座全英授課國際學士班、國際碩士班，也是東華管理學院首辦院級國際學位課程。
2015年，東華管理學院與日本東北大學國際會計政策學院合辦雙聯學位計畫，畢業生授予雙邊碩士學位。2011–2020年期間，企業管理學系、國際企業學系、財務金融學系、資訊管理學系、運籌管理研究所、觀光暨休閒遊憩學系，陸續成立八座國際碩士班、國際學士班。2023年，開辦「會計與資訊管理國際學士班」，是東華管理學院第二座院級國際學士班。同年，與雪梨科技大學商學院合辦雙聯學位計畫，畢業生授予雙邊聯合學士、碩士學位。2024年，開辦「數位行銷與服務創新國際學士班」，是東華管理學院第三座院級國際學士班。

## 歷任院長

東華管理學院歷任院長:
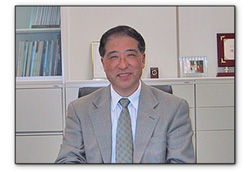
李少如，創院院長（1995年-1999年），美國加州大學洛杉磯分校管理學博士
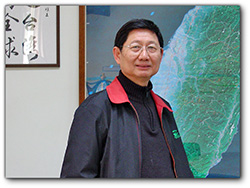
鄭治明，第二任院長（1999年-2005年），美國耶魯大學經濟學博士
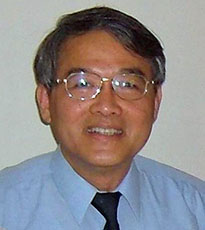
楊維邦，第三任院長（2004年-2007年），國立陽明交通大學資訊工程研究所博士
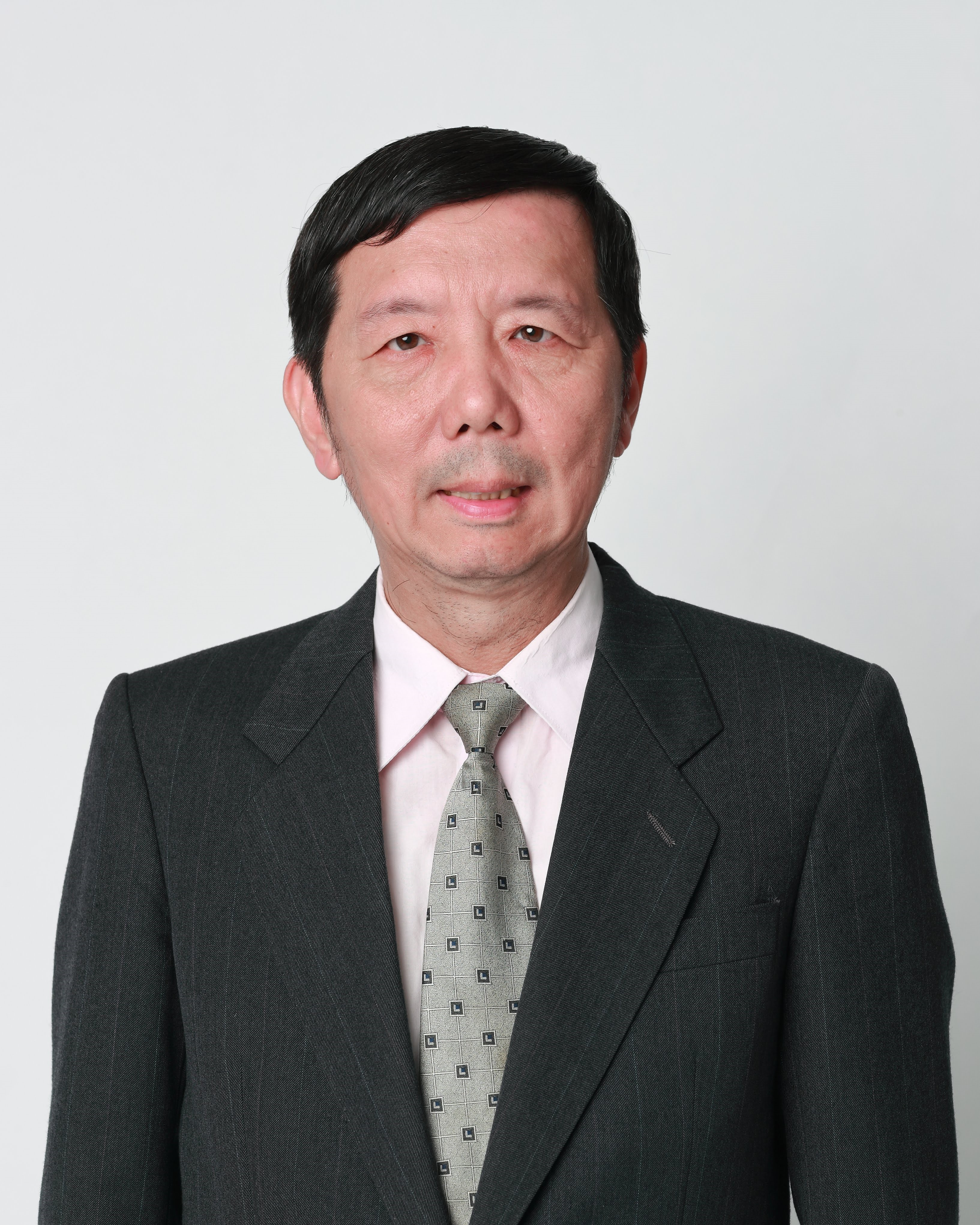
陳澤義，代理院長（2007年-2008年），國立陽明交通大學管理科學研究所博士
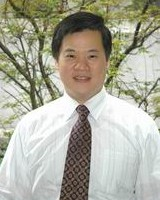
吳中書，第四任院長（2008年-2011年），美國西北大學經濟學博士
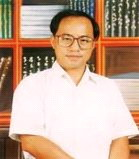
林金龍，第五任院長（2011年-2014年），美國加州大學聖地牙哥分校經濟學博士
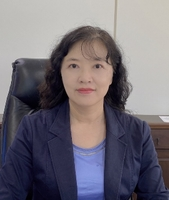
林穎芬，第六任院長（2014年-2020年），國立中山大學企業管理研究所博士

#### 創院院長 – 李少如
美國加州大學洛杉磯分校管理學博士，曾任加州大學北嶺分校商業經濟學院管理科學教授暨系主任、國立東華大學副校長、企業管理研究所創所所長、中國南開大學現代物流研究中心教授。

#### 第二任 – 鄭治明
美國耶魯大學經濟學博士，曾任美國阿拉巴馬大學商學院經濟學系教授暨系主任、喬治亞理工學院工業管理學院經濟學系助理教授、美國哈佛大學訪問學者、中央研究院社會科學研究所訪問學者、國立東華大學國際經濟研究所創所所長、臺灣經濟學會理事。

#### 第三任 – 楊維邦
國立陽明交通大學資訊工程研究所博士，曾任國立陽明交通大學資訊科學系主任、國立陽明交通大學圖書館館長、美國哈佛大學訪問學者、美國華盛頓大學訪問學者、國立東華大學副校長、國立東華大學資訊管理教授暨系主任。

#### 代理院長 – 陳澤義
國立陽明交通大學管理科學研究所博士，曾任國際史丹佛研究所能源與科技策略博士後研究、工業技術研究院顧問、中華經濟研究院專任研究員、國立臺北大學國際企業研究所所長暨特聘教授。

#### 第四任 – 吳中書
美國西北大學經濟學博士，曾任中國信託商業銀行首席經濟學家、富邦銀行首席經濟學家、國立臺灣大學經濟學系教授、國立政治大學經濟學系合聘教授、美國哈佛大學經濟學系訪問學者、中華經濟研究院院長、台灣金融研訓院董事長，現任台灣經濟研究院董事長。

#### 第五任 – 林金龍
美國加州大學聖地牙哥分校（UCSD）經濟學博士，曾任中華民國中央銀行理事、美國芝加哥大學訪問學者、美國加州大學聖地牙哥分校訪問學者、中央研究院經濟研究所合聘研究員、國立臺灣大學經濟學系教授、國立政治大學經濟學系教授、國立東華大學財務金融教授暨系主任。

#### 第六任 – 林穎芬
國立中山大學企業管理研究所博士，擁有美國管理會計師/會計師雙執照，曾任國立東華大學會計學教授暨系主任、國立東華大學學務長。

#### 第七任 – 許芳銘
國立陽明交通大學經營管理研究所博士，曾任資訊工業策進會經理、國立東華大學資訊管理教授暨系主任。

## 旗下學術單位
東大管理學院學術領域涵蓋策略管理、創新管理、組織行為、行銷學、國際企業學、資訊科技管理、管理科學、運籌管理、供應鏈管理、財務管理、財務工程、行為財務學、公司治理、會計學、觀光遊憩管理、休閒運動管理等，擁有廣泛的管理學術領域，相關系所如下：

### 學系與研究所
- 企業管理學系
- 國際企業學系
- 會計學系
- 資訊管理學系
- 財務金融學系
- 觀光暨休閒遊憩學系
- 運籌管理研究所

### 旗下學術研究中心
- 國際事務中心（Office of International Affair）[44]
- 企業資源規劃中心（Enterprise Resource Planning Center）[45][46]
- 東部區域運輸發展研究中心（East Center for Transportation Research & Development）[47]
- 景氣循環研究中心（Business Cycle Research Center）[6]
- 信用風險研究中心（Credit Research Centre）[48]
- 永續金融研究中心（Sustainable Finance Research Center）[49]

## 學位課程
國立東華大學管理學院頒授以下學位：

### 學士課程（Bachelor's Program）
- 管理學學士（企業管理學） BBA in Business Administration (BA)
- 管理學學士（國際企業學） BBA in International Business (IB)
- 管理學學士（財務金融學） BBA in Finance (FIN)
- 管理學學士（會計學） BBA in Accounting (ACC)
- 管理學學士（資訊管理學） BBA in Information Management (IM)
- 管理學學士（觀光暨休閒遊憩學） BBA in Tourism, Recreation, and Leisure Studies (TRLS)
- 管理學學士（管理科學與財金） BBA in Management Science and Finance (MSF)
- 管理學學士（會計與資訊管理） BBA in Accounting & Information Management (AIM)
- 管理學學士（數位行銷與服務創新） BBA in Digital Marketing& Service Innovation (DMSI)

### 碩士班（Master's Program）

#### 全職碩士
- 管理學碩士（企業管理） MBA in Business Administration（BA）
- 管理學碩士（國際企業） MBA in International Business（IB）
- 管理學碩士（資訊管理） MBA in Information Management（IM）
- 管理學碩士（運籌管理） MBA in Logistics Management（LM）
- 理學碩士（財務金融） MSc in Finance（FIN）
- 理學碩士（會計學） MSc in Accounting（ACC）
- 理學碩士（觀光暨休閒遊憩） MSc in Tourism, Recreation, and Leisure Studies（TRLS）

#### 在職碩士
- 管理學碩士（高階經營管理） EMBA in Business Administration（EMBA）
- 管理學碩士（創新創業管理） EMBA in Innovationa and Entreprenourship（EiMBA）

### 博士班（Ph.D Program）
- 企業管理博士（主修經營管理） Ph.D. in Business and Management（BM）
  - 專攻行銷管理 Concentration in Marketing Management（MKTM）
  - 專攻策略與人力資源管理 Concentration in Strategic Management and Human Resource Management（SMHRM）
  - 專攻生產管理與管理科學 Concentration in Operation Management and Management Science（OMMS）
- 企業管理博士（主修國際企業） Ph.D. in International Business（IB）
- 企業管理博士（主修資訊管理） Ph.D. in Information Management（IM）
- 企業管理博士（主修運籌管理） Ph.D. in Logistics Management（LM）
- 企業管理博士（主修財務金融） Ph.D. in Finance（FIN）
- 企業管理博士（主修會計學） Ph.D. in Accounting（ACC）
- 企業管理博士（主修觀光遊憩管理） Ph.D. in Tourism and Recreation Management（TRM）

### 國際雙聯學位

#### 北美
- 美國德州大學阿靈頓分校商學院（UTA College of Business）
- 美國舊金山州立大學林氏商學院（SFSU Lam Family College of Business）

#### 歐洲
- 法國雷恩高等商學院（Rennes School of Business）[51]
- 英國倫敦密德薩斯大學商學院（MU Business School）[52]
- 德國亞琛應用科學大學商業研究學院（FH Aachen Faculty of Business Studies）[53]

#### 大洋洲
- 澳洲雪梨科技大學商學院（UTS Business School）
- 澳洲格里菲斯大學商學院（Griffith Business School）[54]

#### 亞洲
- 日本東北大學國際會計政策研究生院（Tohoku International Graduate School of Accounting Policy）[55]
- 日本長崎大學經濟學研究生院（Nagasaki Graduate School of Economics）[56]

## 人物

### 校友
東華管理學院創辦至今，校友涵蓋勤業眾信會計師事務所（Deloitte）合夥人、臺灣港務公司（Taiwan International Ports）總經理暨董事、貳樓餐廳（Second Floor Café）總經理、日出茶太（Chatime）創辦人暨執行副總、夏都酒店集團（Château Hotels & Resorts）總經理、華語流行音樂歌手林宥嘉等人。

### 教授

過去與現任國立東華大學管理學院學者有：
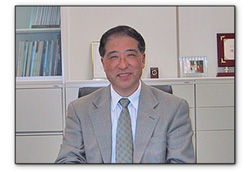
李少如 美國加州州立大學北嶺分校管理科學主任
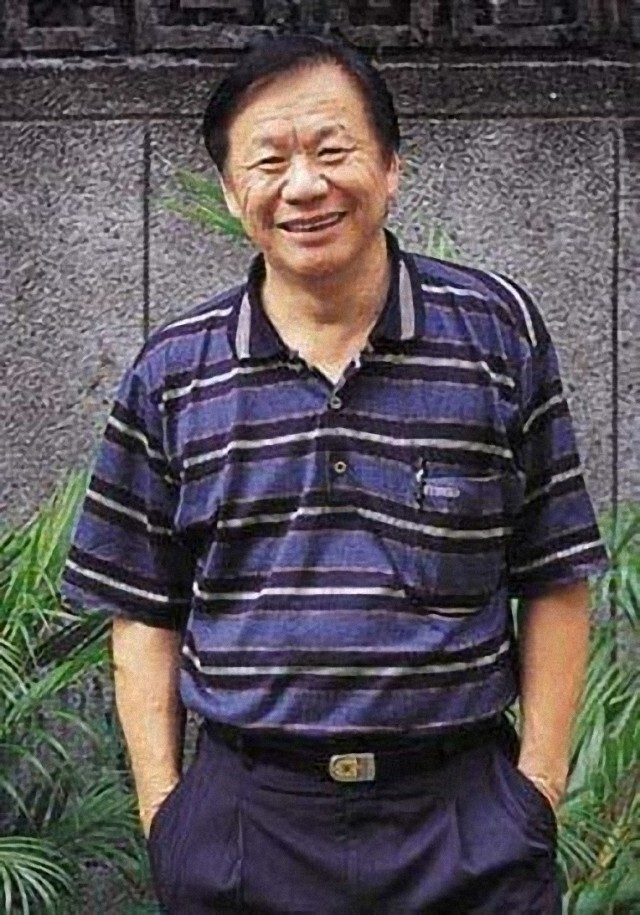
徐國士 太魯閣國家公園管理處首任處長
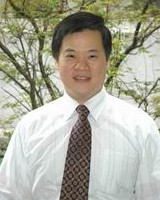
吳中書 台灣經濟研究院及中華經濟研究院董事長
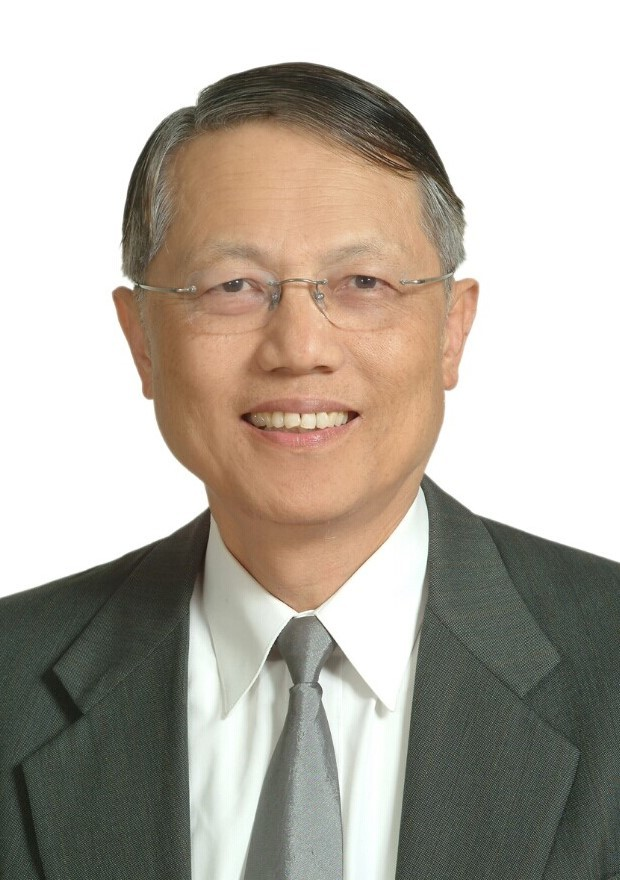
溫英幹 中華民國中央銀行第十七屆理事
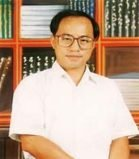
林金龍 中華民國中央銀行第十七至二十屆理事

## 學術與排名
2003年，東華管理學院投資2500萬元，與美國甲骨文公司合作成立企業資源規劃中心，是全臺灣二座企業資源規劃中心（另在中央管理學院），由SAP、鼎新提供軟體與教材支援，同時結合Oracle ERP，是全臺灣唯一有SAP ERP、Workflow ERP、Oracle ERP三大系統之教學中心。
2015-2017年，其會計學教授平均通過1.5件國科會研究計劃，為全國會計系第2位，僅次於政治大學。 2010–2019年，其會計碩士班畢業生錄取四大國際事務所為100%；學士班84%畢業生取得至少一個四大事務所工作機會。 2021年《上海交大學術排名》(ARWU) 將其旅遊休閒管理領域（Hospitality & Tourism Management）列為世界排名101-150位，與美國伊利諾大學香檳分校、美國德州理工大學、美國印第安納大學布魯明頓分校並列。

### 國家級雙語重點學院
2021年，中華民國教育部遴選全國八大公立商學院，列為首批國家級雙語重點培育學院，旨在推動「2030雙語國家政策」，分別為國立政治大學商學院、國立清華大學科技管理學院、國立臺灣科技大學管理學院、國立臺北大學商學院、國立中央大學管理學院、國立東華大學管理學院、國立臺北科技大學管理學院、國立雲林科技大學管理學院。

## 外部連結
- 國立東華大學管理學院 NDHU School of Management
- 國立東華大學管理學院的Facebook專頁
- 企業管理學系
- 國際企業學系
- 資訊管理學系
- 運籌管理研究所
- 財務金融學系
- 會計學系
- 觀光暨休閒遊憩學系